# ليو يبينغ (لاعب كرة قدم)
ليو يبينغ (بالصينية: 刘轶冰) هو لاعب كرة قدم صيني في مركز الدفاع، ولد في 16 أبريل 1975 في داليان في الصين. لعب مع نادي شانغهاي بودونغ لكرة القدم.